# Ernst Tiessen
Ernst Tiessen (ur. 17 lipca 1871 w Braniewie, zm. 24 kwietnia 1949 w Krefeld) – niemiecki geograf, geolog i publicysta.

## Życiorys

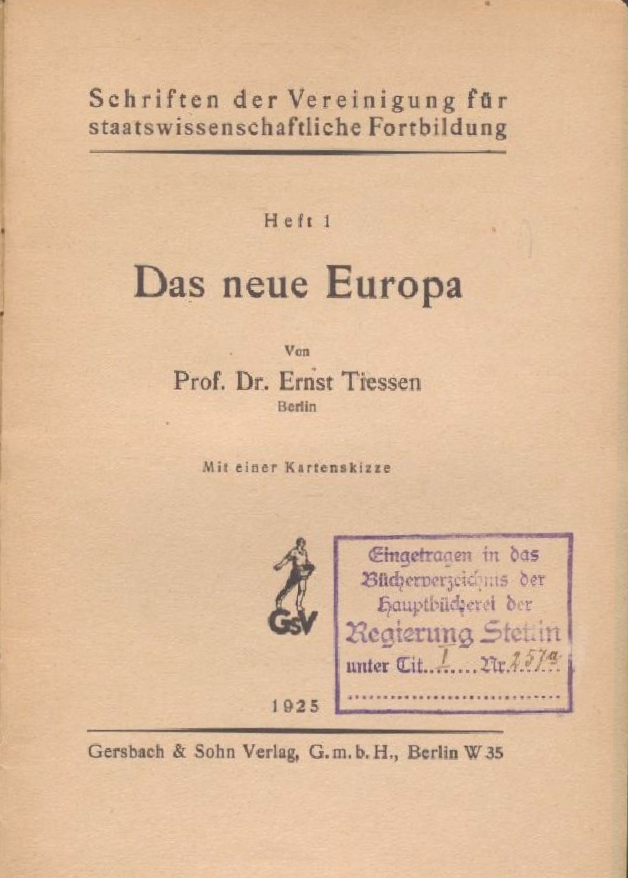
Ernst Tiessen Das neue Europa, 1925

Urodził się w Braniewie w rodzinie sędziego sądu powiatowego (kreisrichter) Alberta Tiessen oraz Minny z domu von Roy. Matka była córką założyciela znanego browaru w Braniewie, Jakoba von Roy. Rodzina von Roy była starym mennonickim rodem, który z powodu prześladowań opuścił w XVI w. Niederlandy i osiedlił się w Gdańsku.
Gdy Ernst miał rok, w 1872, ojciec został skierowany do dalszej pracy jako sędzia w Królewcu i tam przeniósł się wraz z rodziną. Ernst Tiessen maturę uzyskał w 1889 w Altstädtisches Gymnasium w Królewcu. Przez rok studiował na Uniwersytecie Albrechta w Królewcu. Od 1890 studiował w Berlinie. Po uzyskaniu w 1895 stopniu doktora był asystentem w Instytucie Geograficznym u boku Ferdinanda von Richthofen. W latach 1911–1914 wykładał geografię gospodarczą i historię gospodarki. Od semestru letniego 1914 był wykładowcą geografii. Przez 2 lata, do 1916, brał udział w I wojnie światowej jako oficer frontowy. Od 1916 pozostawał członkiem komisji gospodarczej przy ministerstwie wojny oraz docentem w Handelshochschule Berlin. W 1919 został mianowany profesorem zwyczajnym, a w latach 1927–1929 i 1935–1937 był rektorem tejże uczelni. W 1937 przeszedł na emeryturę, ale wykłady prowadził do roku 1943. Po klęsce Niemiec w 1945 osiedlił się małej miejscowości Groß Lafferde w Dolnej Saksonii. Tam spędził ostatnie lata życia.
Zmarł 24 kwietnia 1949 w Krefeld. Pochowany został na cmentarzu w Peine.
W 1895 roku poślubił Hildegard, z domu Hippel (1872–1937) , pisarkę.
Hans Tiessen (1861–1932), królewiecki prawnik, w latach 1912–1914 burmistrz Królewca, był jego bratem.

## Publikacje (wybór)
- China, das Reich der 18 Provinzen (1902),
- Befreiung von der Judenfrage (1922)
- Deutscher Wirtschaftsatlas (1928–1930)